# Anne Kjersti Kalvå
Anne Kjersti Kalvå (* 5. Juni 1992 in Melhus) ist eine norwegische Skilangläuferin.

## Werdegang
Kalvå startete erstmals im Dezember 2012 in Sjusjøen im Scandinavian Cup, wo sie Rang 31 über 10 km Freistil belegte und im Sprint mit Platz 16 gleich ein Top-20-Resultat erzielte. Ihr erstes Top-15-Resultat erzielte Kalvå mit Platz 13 beim 10-km-Freistil-Massenstartrennen im Februar 2013 in Madona. Zwei Wochen später wurde sie Elfte über 15 km Freistil im Massenstart in Inari. Einen Monat darauf gab Kalvå in Drammen ihr Debüt im Weltcup, wo sie im Sprint Platz 51 erreichte. Im Dezember 2014 gelangen ihr beim Scandinavian Cup in Lillehammer mit Rang sechs über 10 km Freistil und Platz neun im Sprint ihre ersten Top-10-Ergebnisse. Im Februar 2015 belegte Kalvå bei den U23-Weltmeisterschaften in Almaty Platz fünf über 10 km Freistil sowie Rang neun im Skiathlon und platzierte sich beim Scandinavian Cup in Madona beim 20-km-Massenstartrennen in der freien Technik mit Platz sieben erneut unter den besten Zehn. Im Dezember 2015 in Lillehammer startete sie im Weltcup, wobei sie Platz 44 im Skiathlon belegte und mit der vierten norwegischen Staffel Rang zehn erreichte. Beim anschließenden Scandinavian Cup in Vuokatti wurde Kalvå Siebte über 10 km klassisch und erreichte mit Rang zwei im Sprint ihre erste Podiumsplatzierung. Im März 2016 wurde sie Neunte bei der Minitour in Otepää und belegte abschließend den siebten Platz in der Gesamtwertung des Scandinavian Cups. In der Saison 2016/17 holte sie in Toblach mit dem 28. Platz im Sprint und in Oslo mit dem 19. Rang im 30-km-Massenstartrennen ihre ersten Weltcuppunkte. Die Tour de Ski 2017/18 beendete sie auf dem 22. Platz.
In der Saison 2018/19 gewann Kalvå mit vier zweiten und je einen dritten und ersten Platz die Gesamtwertung des Scandinavian Cups. In der folgenden Saison lief sie beim Ruka Triple auf den 13. Platz und auf den 16. Rang bei der Tour de Ski 2019/20 und erreichte damit den 26. Platz im Gesamtweltcup. Auch zu Beginn der Saison 2020/21 lief sie auf den 13. Platz beim Ruka Triple. Bei den weiteren vier Teilnahmen im Weltcup kam sie ebenfalls in die Punkteränge und errang damit den 31. Platz im Gesamtweltcup. Beim Saisonhöhepunkt, den Nordischen Skiweltmeisterschaften 2021 in Oberstdorf, wurde sie Zwölfte im Skiathlon und Sechste im 30-km-Massenstartrennen. In der Saison 2021/22 errang sie bei der Tour de Ski 2021/22 den 13. Platz und erreichte damit den 27. Platz im Gesamtweltcup.

## Privates
Ihre Cousine Marit Bjørgen ist ebenfalls ehemalige Skilangläuferin.

## Erfolge

### Siege bei Weltcuprennen

#### Weltcupsiege im Einzel
| Nr. | Datum         | Ort   | Disziplin                   |
| --- | ------------- | ----- | --------------------------- |
| 1.  | 26. März 2023 | Lahti | 20 km klassisch Massenstart |

#### Weltcupsiege im Team
| Nr. | Datum           | Ort     | Disziplin            |
| --- | --------------- | ------- | -------------------- |
| 1.  | 5. Februar 2023 | Toblach | 4 × 7,5 km Staffel 1 |

### Siege bei Continental-Cup-Rennen
| Nr. | Datum            | Ort       | Disziplin                   | Serie            |
| --- | ---------------- | --------- | --------------------------- | ---------------- |
| 1.  | 23. Februar 2018 | Trondheim | Sprint Freistil             | Scandinavian Cup |
| 2.  | 3. März 2019     | Madona    | 10 km Verfolgung Freistil 1 | Scandinavian Cup |

### Teilnahmen an Weltmeisterschaften und Olympischen Winterspielen

#### Nordische Skiweltmeisterschaften
| Jahr und Ort    | Wettbewerb | Wettbewerb | Wettbewerb | Wettbewerb | Wettbewerb | Wettbewerb |
| Jahr und Ort    | 10 km      | Skiathlon  | 30 km      | Sprint     | Staffel    | Teamsprint |
| --------------- | ---------- | ---------- | ---------- | ---------- | ---------- | ---------- |
| Oberstdorf 2021 | –          | 12.        | 6.         | –          | –          | –          |
| Planica 2023    | 4.         | 8.         | 2.         | –          | 1.         | 2.         |

## Platzierungen im Weltcup

### Weltcup-Statistik
Die Tabelle zeigt die erreichten Platzierungen im Einzelnen.
- 1.–3. Platz: Anzahl der Podiumsplatzierungen
- Top 10: Anzahl der Platzierungen unter den ersten zehn
- Punkteränge: Anzahl der Platzierungen innerhalb der Punkteränge
- Starts: Anzahl gelaufener Rennen in der jeweiligen Disziplin
- Hinweis: Bei den Distanzrennen erfolgt die Einordnung gemäß FIS.

| Platzierung               | Distanzrennen a | Distanzrennen a | Distanzrennen a | Distanzrennen a | Distanzrennen a | Skiathlon Verfolgung | Sprint | Etappen- rennen b | Gesamt | Team   | Team    |
| Platzierung               | ≤ 5 km          | ≤ 10 km         | ≤ 15 km         | ≤ 30 km         | > 30 km         | Skiathlon Verfolgung | Sprint | Etappen- rennen b | Gesamt | Sprint | Staffel |
| ------------------------- | --------------- | --------------- | --------------- | --------------- | --------------- | -------------------- | ------ | ----------------- | ------ | ------ | ------- |
| 1. Platz                  |                 |                 |                 | 1               |                 |                      |        |                   | 1      |        | 1       |
| 2. Platz                  |                 | 1               |                 |                 |                 |                      |        |                   | 1      | 1      | 2       |
| 3. Platz                  |                 | 2               |                 | 1               |                 |                      |        |                   | 3      |        |         |
| Top 10                    |                 | 12              |                 | 6               |                 | 5                    | 5      |                   | 28     | 1      | 8       |
| Punkteränge               |                 | 33              | 1               | 11              |                 | 14                   | 18     | 4                 | 81     | 1      | 8       |
| Starts                    | 1               | 38              | 2               | 14              |                 | 18                   | 29     | 5                 | 107    | 1      | 8       |
| Stand: Saisonende 2024/25 |                 |                 |                 |                 |                 |                      |        |                   |        |        |         |

### Weltcup-Gesamtplatzierungen
| Saison  | Gesamt | Gesamt | Distanz | Distanz | Sprint | Sprint |
| Saison  | Punkte | Platz  | Punkte  | Platz   | Punkte | Platz  |
| ------- | ------ | ------ | ------- | ------- | ------ | ------ |
| 2016/17 | 15     | 95.    | 12      | 72.     | 3      | 81.    |
| 2017/18 | 119    | 50.    | 50      | 46.     | 33     | 48.    |
| 2018/19 | 52     | 68.    | 20      | 64.     | 32     | 43.    |
| 2019/20 | 320    | 26.    | 138     | 25.     | 82     | 26.    |
| 2020/21 | 186    | 31.    | 124     | 29.     | 22     | 45.    |
| 2021/22 | 207    | 27.    | 103     | 25.     | 24     | 47.    |
| 2022/23 | 979    | 16.    | 868     | 5.      | 111    | 51.    |
| 2023/24 | 687    | 35.    | 541     | 22.     | 146    | 42.    |
| 2024/25 | 259    | 59.    | 259     | 35.     | -      | -      |